# Discorocksupersexypowerfunky
| Recensione | Giudizio |
| ---------- | -------- |

Discorocksupersexypowerfunky è il secondo album del cantautore italiano Gianni Resta, pubblicato il 20 novembre 2012 dalla Mapaco Records.

## Il disco
Testi, musiche e arrangiamenti: Gianni Resta 

Eccetto “Autommobele”: testo di Gianni Resta e Fausto Solidoro 

Produzione artistica: Alessio Camagni e Gianni Resta 

Registrato e mixato da Alessio Camagni al Noise Factory di Milano nel Marzo 2011 

Assistenti di studio: Davide Tessari e Federico Calvara 

Masterizzato al Bernie Grundman Mastering  Hollywood  - Los Angeles da Brian Gardner nell'Aprile del 2012 

e assemblato presso Elettroformati a Milano da Alessandro di Guglielmo nel Settembre del 2012 

Foto: Lorenzo Passoni / Make up: Fiona Ribes 

Elaborazione grafica: Lelo Artwork 

Ufficio Stampa: Casi Umani 

Produzione esecutiva: Mapaco Records 

Edizioni musicali: Zumpapa srl – Distribuzione: Venus dischi

## Tracce
1. Discorocksupersexypowerfunky – 4:22
2. Autommobele – 4:45
3. Dancing like a fool – 3:14
4. Occhio ai movimenti – 5:20
5. La donna scimmia – 3:31
6. Vuoi venire a letto con me, stasera? – 3:42
7. Holostress – 4:29
8. John Stay in undici mosse – 2:02
9. Un luogo comune – 2:38

## Formazione
Voce e cori: Gianni Resta 

Batteria e percussioni: Luca Marroncelli 

Basso: Sabina Feraiorni 

Voci femminili: Brunella Boschetti Venturi e Silvia Anglani 

Pianoforte e hammond: Gianluca De Rubertis 

Sax tenore: Marcello Aloe 

Trombe: Raffaele Kohler 

Flauto traverso: Giuliano Prada 

Violini: Doriana Bellani 

Chitarre: Enrico “Reepo” Beretta 

Chitarre aggiuntive: Gilberto Colombo 

Programmazione Sinth: Gianni Resta, Alessio Camagni, Davide Tessari 

Chitarra acustica in "Occhio ai movimenti": Federico Dragogna dei Ministri

Cori in "Holostress": Davide Autelitano dei Ministri, Clod degli Yori's Eyes